# 洲崎 (東京都)

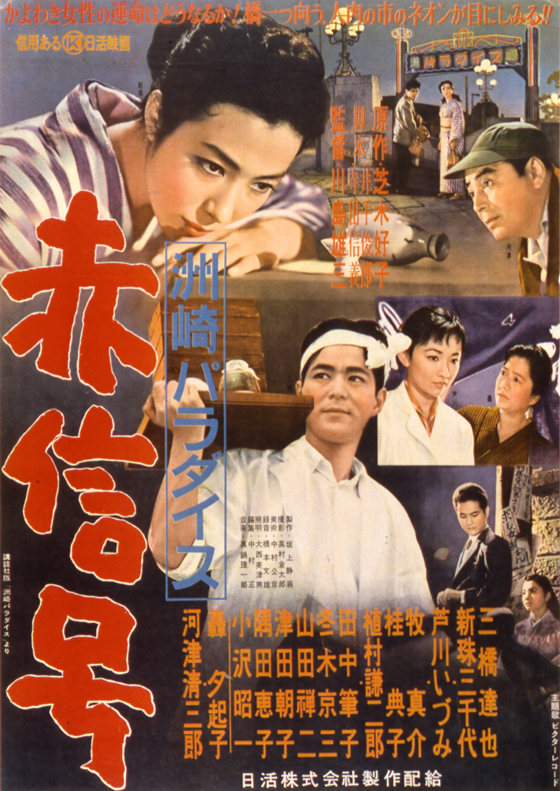
赤線時代の洲崎を舞台にした映画「洲崎パラダイス赤信号」ポスター

洲崎（すさき）は、東京都江東区東陽一丁目の旧町名。元禄年間（1688年 - 1704年）に埋め立てられた土地であり、古くは「深川洲崎十万坪」と呼ばれた海を望む景勝地であった。明治21年（1888）に根津から遊郭が移転し、1958年（昭和33年）の売春防止法成立まで吉原と並ぶ都内の代表的な遊廓が設置され、特に戦後は「洲崎パラダイス」の名で遊客に親しまれた歓楽街であった。三浦哲郎の小説『忍ぶ川』の舞台として知られる。
なお、現在の墨田区向島5丁目にあたる地区もかつては洲崎と呼ばれていた（ただしこちらは「須崎」の字が当てられることが多かった）が、牛嶋神社・三囲神社（田中稲荷）の旧地や長命寺などが近世以前から存在する古くからの村落で、現在はどちらかといえば明治期創業の「言問団子」に起因する形で（在原業平伝承にちなむ）「言問」の名で知られている。
他に、千葉県・神奈川県にも同名の地名がある。洲崎を参照。

## 沿革

### 近世

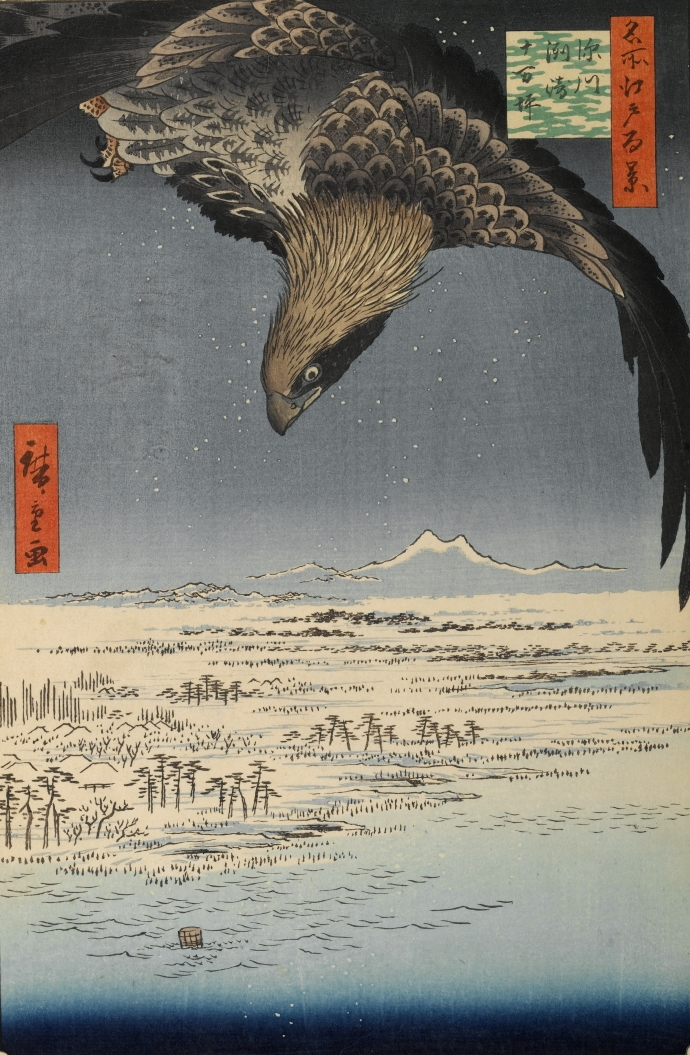
名所江戸百景「深川州崎十万坪」

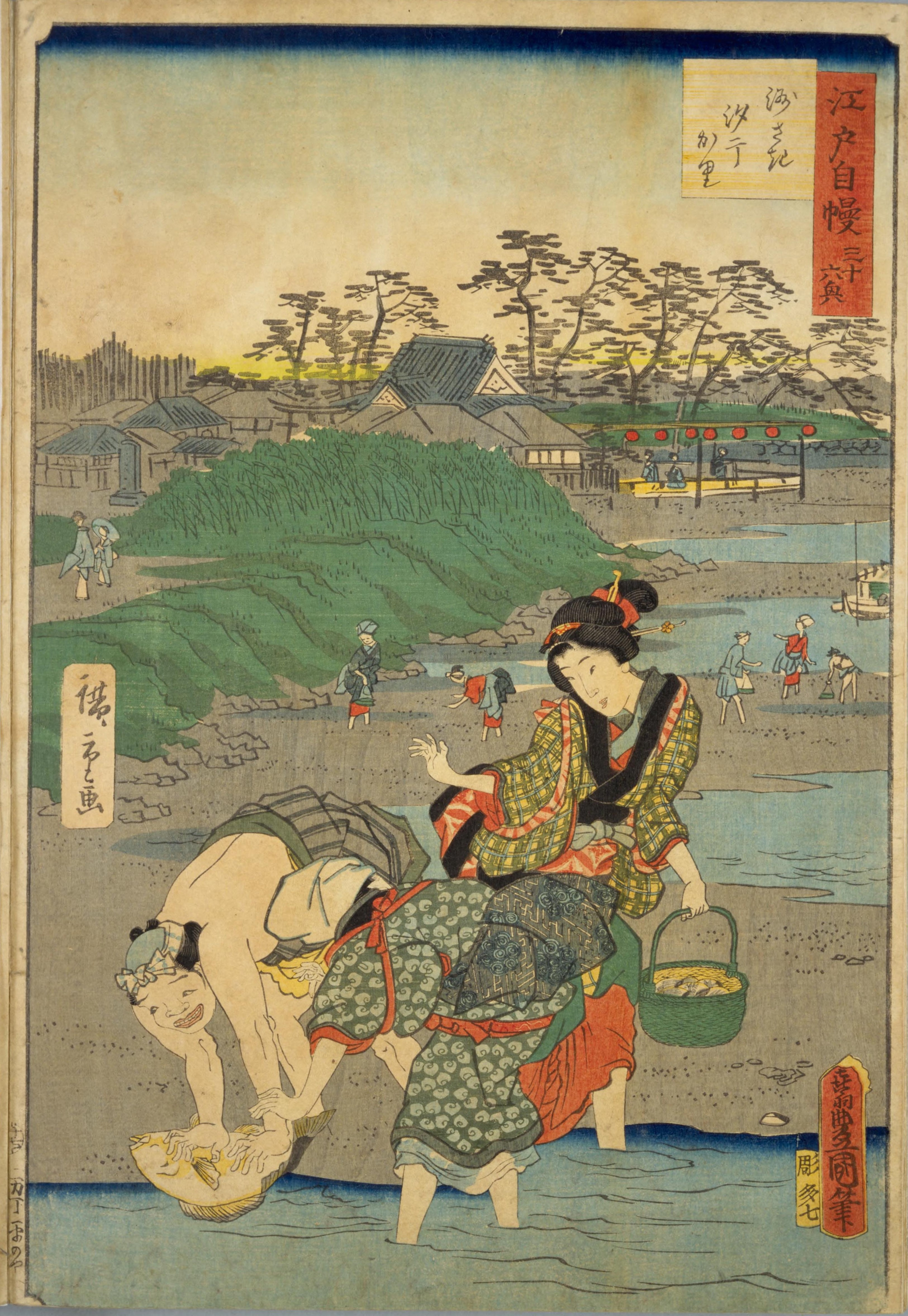
国貞『江戸自慢三十六興 洲さき汐干かり』

江戸時代初期ころ、江戸城への運搬船を通すための水路として、小名木川などの河川を整備し、その河口付近の湿地帯（現在の洲崎付近）をならした。この付近はまだ満潮で冠水する状態であったため、逆に水路と畦を配して養魚場が発達していった。
寛政3年9月4日（1791年10月1日）、洲崎一帯を台風による高潮が襲い、周辺家屋を呑み込み多数の死者を出す大惨事が発生。幕府は以後、高潮に備えて洲崎一帯に家屋の建築を禁止した。
その後も養殖業は依然として盛んに行われ、また潮干狩りの名所として発展していく。江戸後期には「東に房総半島、西は芝浦まで東京湾をぐるりと手に取るように眺められる景勝地」として発展し、初日の出の名所として人気を集めた。

### 明治以降
1887年（明治20年）までに富坂（現・文京区）に東京帝国大学校舎が新築される計画が策定されたため、風紀上の観点から直近に存在した根津遊廓の移転計画が発足。しかし最大の歓楽街だった吉原に受け入れの余裕がなく、1886年（明治19年）6月に洲崎弁天の東側の広大な湿地を整備して移転することとなり、現在の東陽一丁目に洲崎弁天町が誕生した。1888年深川洲崎遊廓の開業式が挙行された。1893年（明治26年）に大火、
さらに1912年（明治45年）に1419戸が焼失する大火があったものの、大正時代末期には300件前後の遊郭がひしめき、吉原と双璧をなす規模の大歓楽街（吉原の『北国』（ほっこく）と同様に、『辰巳』（たつみ）の異名を持つほど）に発展した。
第二次世界大戦により深川地区は激しい空襲に晒されるようになり、1943年（昭和18年）には洲崎遊廓の閉鎖令が下され、跡地は軍需工場等となったが、1945年（昭和20年）3月の東京大空襲で洲崎はほぼ完全に灰燼に帰し壊滅した。
第二次世界大戦終結後から半年で洲崎遊廓は、大門通りより東半分（洲崎弁天町二丁目）に「洲崎パラダイス」の愛称で復興した。その規模と海の直近という風情から、吉原以上の人気を誇る歓楽街として隆盛を誇った。1956年（昭和31年）製作の映画「洲崎パラダイス赤信号」には、ロケにより往事の華やかな洲崎の様子が記録されている。その後、1958年（昭和33年）4月1日に施行された売春防止法により、洲崎パラダイスは70余年の歴史に幕を引き、静かな住宅街へと変遷していった。
1967年（昭和42年）、町名の変更に伴い洲崎弁天町一丁目・二丁目は江東区東陽一丁目となった。

## 主な名所・遺構・キーワード
洲崎大門（すさきおおもん）
現在の永代通り「東陽三丁目」交差点から東陽1丁目方向へ入ったところにあった洲崎橋に設置されていた外門で洲崎遊郭への正面入り口。戦前は鉄の門柱であったが、戦後には「洲崎パラダイス」の名が掲げられた大きなアーチ形の門が設置された。1958年（昭和33年）の洲崎遊郭廃止に伴い門は撤去された。
洲崎橋
永代通りの東陽三丁目交差点から東陽一丁目方向へ入ったところを流れていた洲崎川にかかっていた橋。洲崎遊郭への出入口で、洲崎大門が設置されていた。洲崎川は1982年に埋め立てられ洲崎川緑道公園となり、洲崎橋の跡には往時の銘板を用いた記念碑がある。橋の真横にあった警視庁深川警察署の洲崎橋交番も平成12年に取り壊されて永代通りに面した場所に「東陽交番」と改称して新築された。現在、江東洲崎橋郵便局が当地にあり、往時を偲ばせる名が残っている。
洲崎遊郭開始以来先亡者追善供養碑
洲崎三業組合事務所跡地の一角（現：東陽一丁目第二公園）に現存する石碑。洲崎三業組合建立。表面の歌は「白菊の花にひまなくおく露は　なき人しのぶなみだなりけり」で、1931年（昭和6年）11月9日洲崎遊郭開業50周年記念法要の折に、善光寺大本願119世大宮尼智栄上人が詠んだもの。1999年（平成11年）3月26日、江東区有形文化財に登録された。
大賀楼
洲崎遊廓の中でも一等クラスの店だった「大賀」の本館。売春防止法施行後も「大賀」の屋号が建物に掲示されたまま建物が残っていた。後に日本共産党の江東区議会議員の個人事務所として使用されたが、2011年3月の東日本大震災により半倒壊し、同年秋に解体された。
東陽弁天町アーケード街
現在の東陽1丁目商店街。もともと近隣に所在する洲崎弁天神社の名を拝して洲崎弁天町と呼ばれた地域。建物の一部が旧遊郭時代のものをそのままリフォームして使っている店もあり、旧名所歩きの人々のスポットとして知られる。旧遊郭時代の建物は2016年4月に解体され面影は残っていない。
洲崎弁天（洲崎神社）
三つ目通りから洲崎方向への途中、閑静な住宅街に鎮座する。旧社格は村社。現在の正式名は「洲崎神社」。洲崎の町名の所以となった。元禄時代には桂昌院（徳川綱吉の母）の守本尊であり、また水にまつわる弁才天が祀られ、海難除けの社として地元漁民の信仰を集めた。歌川広重の浮世絵にも往時の姿が描かれている。創建当初は海岸から離れた小島に建てられており、人々から「浮き弁天」の名で呼ばれていたが、その後埋め立てが進み陸続きとなり、現在では往時の景観を偲ぶすべはない。関東大震災や東京大空襲で壊滅的な被害を受けるが、戦後に現在の姿に復興した。現在の社殿は1968年に建てられたものである。直近の弁天橋脇には、弁天町の住人のほとんどが犠牲となった東京大空襲の遭難者を供養する碑が立っている。
波除碑（なみよけのひ）
洲崎弁天の境内に立つ江戸時代中期の石碑。1791年9月4日にこの一体を襲った津波の惨状から、江戸幕府によって洲崎弁天から西側一帯が津波に備えての冠水地帯とされ居住が禁止された。その空き地の北側両端（平久橋西詰・洲崎神社境内）に災害の惨状を記録した2本の波除けの碑が設置された。平久橋西詰にある碑と共に現存する。
洲崎警察署
洲崎遊廓を管轄した警視庁の旧警察署。1945年の東京大空襲時には全職員が参集し住民避難誘導にあたり、住民を可能な限り避難させたが、職員は自身の避難のすべを失い、庁舎に戻って署長以下全員が殉職という最期を遂げた。敗戦直前、同様に東京大空襲で壊滅した平野警察署・扇橋警察署と共に、その所管を深川警察署に吸収統合され現存しない。
大門（おおもん）通り 
洲崎遊廓の正面玄関だった洲崎大門から、吉原遊郭の吉原大門がある土手通りを繋ぐ一本道。別名「親不孝通り」といわれる。遊郭の大門と大門を繋ぐ街道として発展し、華やかなりし時代には、遊郭へ遊びにやってくる男たちで賑わった。現在も江東区の道路愛称として残っているが、江東区内の住吉一丁目交差点（新大橋通りとの交点）以南を指しており、同交差点以北（都市計画道路補助114号線ほか）は言問通りに含まれる区間を除き、正式な愛称は設定されていない。
洲崎球場
1936年、洲崎遊郭からやや離れた新砂一丁目付近に設置された野球場。1937年には92試合のプロ野球公式戦が行われたが、後楽園球場の開場により1938年には3試合が行われたのみで、1943年頃に解体された。湿地帯に作られた球場のため水はけが悪く、冠水によるコールドゲームも発生したとされる。
永井荷風
小説家の永井荷風は「断腸亭日乗」などの著書で吉原と共に戦前の洲崎遊郭の風情を幾つかの小説に書きとどめており、往時の姿を伺うことができる。
小説「洲崎パラダイス」
終戦後から隆盛を極めていった洲崎遊廓に生きる遊女たちの素顔を追った芝木好子の短編。1956年に「洲崎パラダイス赤信号」の名で映画化された。
小説「忍ぶ川」
三浦哲郎の芥川賞受賞作。兄姉は自殺・失踪し、暗い血の流れに戦きながらも、強いてたくましく生き抜こうとする大学生の“私”が、洲崎を舞台に、小料理屋につとめる哀しい宿命の娘志乃にめぐり遭い、いたましい過去を労りあって結ばれる純愛の譜。映画化もされている。
武部申策（1872〜1943）
星亨の書生から自由党院外団の壮士となり、生井一家のヤクザ、総会屋の元締を経て日本の黒幕として様々な経済事件に介入した。洲崎弁天町に居を構えたところから「洲崎の殿様」と呼ばれた。家紋は黒揚羽。（参考図書:森川哲郎『日本の黒幕』）